# دلغشا (أصفهان)
دلغشا هي قرية في مقاطعة أصفهان، إيران. يقدر عدد سكانها بـ 113 نسمة بحسب إحصاء 2016.